# Rosa stellata
Rosa stellata es una especie de planta del género Rosa, de la familia Rosaceae.

## Taxonomía
Rosa stellata fue descrita por Wooton en 1898.

## Distribución
Se encuentra en el territorio de Arizona, Nuevo México y Texas.